# Doxocopa agatinus
Doxocopa agatinus är en fjärilsart som beskrevs av Herbst 1793. Doxocopa agatinus ingår i släktet Doxocopa och familjen praktfjärilar. Inga underarter finns listade i Catalogue of Life.